# Відкритий чемпіонат США з тенісу 1974
Відкритий чемпіонат США з тенісу 1974 проходив з 26 серпня по 8 вересня 1974 року на відкритих трав'яних кортах  у Форрест-Гіллс, Квінз, Нью-Йорк. Це був четвертий турнір Великого шолома календарного року. 

## Огляд подій та досягнень
Відкритий чемпіонат США востаннє проводився на траві. З наступного року покриття замінять на ґрунтове, а з 1978-го — на хард. 
Джиммі Коннорс виграв свій третій титул Великого шолома, але в США переміг уперше. 
Біллі Джин Кінг здобула свій 11-й титул Великого шолома (7-й у Відкриту еру) й 4-й (останній) у США.

## Результати фінальних матчів

### Дорослі
| Одиночний розряд. Чоловіки Детальніше |                               |               |
| Джиммі Коннорс                        | Кен Роузволл                  | 6–1, 6–0, 6–1 |
|                                       |                               |               |
| Одиночний розряд. Жінки Детальніше    |                               |               |
| Біллі Джин Кінг                       | Івонн Гулагонг                | 3–6, 6–3, 7–5 |
|                                       |                               |               |
| Парний розряд. Чоловіки Детальніше    |                               |               |
| Боб Лутц Стен Сміт                    | Патрісіо Корнехо Хайме Фійоль | 6–3, 6–3      |
|                                       |                               |               |
| Парний розряд. Жінки Детальніше       |                               |               |
| Розмарі Касалс Біллі Джин Кінг        | Франсуаз Дюрр Бетті Стеве     | 7–6, 6–7, 6–4 |
|                                       |                               |               |
| Мікст Детальніше                      |                               |               |
| Пем Тігарден Джефф Мастерз            | Кріс Еверт Джиммі Коннорс     | 6–1, 7–6      |
|                                       |                               |               |

### Юніори
| Одиночний розряд. Хлопці  |               |          |
| Біллі Мартін              | Ферді Тейген  | 6–4, 6–2 |
|                           |               |          |
| Одиночний розряд. Дівчата |               |          |
| Ілана Клосс               | Міма Яушовець | 6–4, 6–3 |